# 超星天劫
《超星天劫》（英語：Supernova）是一部原來在美國Hallmark Channel播放的電視電影，由盧克·佩瑞及前金球獎得獎者彼得·方达主演。本片是一套典型的災難片，充斥着各種電影特技。本片於2005年在美國上映，2008年12月8日晚上9時在香港的亞洲電視國際台播放。

## 大綱
電影以一場因為外太空星體爆炸而引起的太陽風暴為主線，穿插着主角理查森(路加·佩里飾)的私人事件。
一場世界性的科學研討會在澳大利亞舉行，但當中的一位與會者奧斯汀·舒柏特博士(彼德·方達飾)突然消失了，原來是因為他得悉地球將會在7日之內因為太陽的爆炸而毀滅
，所以前往馬爾代夫避世，以求在生命的最後幾天好好生活。舒博士的同事理查森及其他人很快就得知這件足以令地球毀滅的事實，但他們卻被某國的特工阻止事實的公開。而另一方面，由於超新星所引起的太陽風暴，使世界各地的通訊大亂，並引致多人死亡；而理查森的太太的一位敵人、一位連環殺手亦因此得而趁機越獄，並把她和她的女兒殺害。太陽風暴帶來高溫，使全個地球就像著了火一樣，最終使地球上的生物幾乎全被毀滅，但理查森及其他人卻逃過一劫，殘存在世上。

## 參看
- 世界末日论

## 外部連結
- 互联网电影数据库（IMDb）上《Supernova》的资料（英文）
- Hallmark Channel有關本片的官方網頁

1. ↑  . 亞洲電視國際台.   [2008-12-09]. （原始内容存档于2016年3月4日）.